# Movimento laici America Latina
Progettomondo è un'organizzazione non governativa, fondata nel 1966 con sede a Verona, impegnata a contrastare le diverse forme di povertà e di disuguaglianza a livello globale.

## Storia e attività
Fondata a Roma con l'acronimo MLAL (Movimento Laici America Latina) l'Ong è nata originariamente come derivazione del CUM (Centro unitario missionario), precedentemente noto come CEIAL (Comitato Episcopale per l'America Latina), per fornire sostegno e assistenza ai volontari laici operanti in America Latina e per sensibilizzare la popolazione alla solidarietà nei confronti delle popolazioni di quelle aree.
Nel 1972 si dota di uno statuto e viene riconosciuta dal Ministero degli affari esteri italiano come ente giuridico idoneo alla realizzazione di programmi di sviluppo e da allora si sviluppa riuscendo, tra il 1977 ed il 1979, ad accedere in maniera regolare ai finanziamenti pubblici.
Nel 1992 è stato premiata con il premio della Pace dalla Regione Veneto.
Tra il 1995 ed il 2000 Progettomondo si apre anche al continente africano a cominciare dal Mozambico, e poi via via in Burkina Faso, Angola, Congo, Marocco. Si sente quindi l’esigenza di modificare anche il nome dell’organizzazione che si ribattezza Progettomondo.mlal.
Nel corso della sua storia l'Ong ha coinvolto circa 1.000 operatori e volontari, impegnati in oltre 450 progetti in 24 paesi.
Dal 2021 rinuncia all'acronimo Mlal, ormai superato dai fatti. Gli interventi da tempo, oltre che in America Latina e in Africa, coinvolgono l'Ong in numerosi progetti di Global education, lotta alle discriminazioni e promozione della cittadinanza attiva in tutta Europa.
La sede principale è a Verona ma vi sono uffici di rappresentanza in tutti i paesi in cui interviene. Partecipano inoltre alla vita associativa gruppi territoriali in diverse regioni italiane.
Progettomondo è affiliato dal 1971 alla FOCSIV, federazione che raggruppa numerose ONG di ispirazione cristiana ed è membro attivo di AOI, Associazione delle Organizzazioni Italiane di cooperazione e solidarietà internazionale.